# Амренова, Аяулым Сериковна
Аяулым Сериковна Амренова (род. 30 ноября 2001 года, Зайсанский район, Восточно-Казахстанская область, Казахстан) — казахстанская фристайлистка, специализирующаяся в могуле, участница зимних Олимпийских игр 2018 и 2022 годов.

## Биография
В три года научилась кататься на коньках и с тех пор непрерывно занималась спортом. Окончила школу-интернат для одарённых детей.
Становилась золотым, бронзовым, серебряным призёром этапа Кубка Европы 2017 года. В 2018 году приняла участие на зимних Олимпийских играх в Пхёнчхане в могуле. В первой квалификации заняла 26-место, во второй — 17-е и не квалифицировалась в финал соревнований.
На зимних Олимпийских играх 2022 года в Пекине в могуле в первой квалификации заняла 16-место, во второй — 12-е и не вышла в финал.
В январе 2025 года завоевала «серебро» на Зимней Универсиаде 2025 в Турине, уступив в финале соотечественнице Анастасии Городко.